# Leiognathus fasciatus
Leiognathus fasciatus är en fiskart som först beskrevs av Lacepède, 1803.  Leiognathus fasciatus ingår i släktet Leiognathus och familjen Leiognathidae. Inga underarter finns listade i Catalogue of Life.